# Alfred Grill
Alfred Grill (Bécs, 1910. augusztus 13. – 1990. április 3.) osztrák nemzetközi labdarúgó-játékvezető. Egyes források szerint Franz (Alfred) Grill.

## Pályafutása

### Nemzeti játékvezetés
Ellenőreinek, sportvezetőinek javaslatára lett az I. Liga játékvezetője.[forrás?] Az aktív nemzeti játékvezetéstől 1962-ben vonult vissza.

### Nemzetközi játékvezetés
Az Osztrák labdarúgó-szövetség Játékvezető Bizottsága (JB) terjesztette fel nemzetközi játékvezetőnek[forrás?], a Nemzetközi Labdarúgó-szövetség (FIFA) 1956-tól tartotta nyilván bírói keretében. Több válogatott és nemzetközi klubmérkőzést vezetett, vagy működő társának partbíróként segített. Az osztrák nemzetközi játékvezetők rangsorában, a világbajnokság-Európa-bajnokság sorrendjében többedmagával a 30. helyet foglalja el 1 találkozó szolgálatával. Az aktív nemzetközi játékvezetéstől 1959-ben búcsúzott. Válogatott mérkőzéseinek száma: 8.

#### Világbajnokság
Vezetett egy VB-selejtező mérkőzést.
| Időpont              | Helyszín                  | Mérkőzés típusa           | Mérkőzés            | Eredmény |
| -------------------- | ------------------------- | ------------------------- | ------------------- | -------- |
| 1957. szeptember 29. | Nemzeti Stadion, Bukarest | előselejtező (7. csoport) | Románia–Jugoszlávia | 1 : 1    |

### Európa-bajnokság
Az 1960-as labdarúgó-Európa-bajnokság egyik nyolcaddöntőjét vezette.
| Időpont              | Helyszín                   | Mérkőzés típusa    | Mérkőzés                 | Eredmény | Nézők száma |
| -------------------- | -------------------------- | ------------------ | ------------------------ | -------- | ----------- |
| 1958. szeptember 28. | Luzsnyiki Stadion, Moszkva | egyik nyolcaddöntő | Szovjetunió–Magyarország | 3 : 1    | 100 500     |

### Nemzetközi kupamérkőzések

#### Bajnokcsapatok Európa-kupája
| Időpont            | Helyszín               | Mérkőzés típusa            | Mérkőzés             | Eredmény | Nézők száma |
| ------------------ | ---------------------- | -------------------------- | -------------------- | -------- | ----------- |
| 1957. október 3.   | Népstadion, Budapest   | selejtező (2. mérkőzés)    | Vasas SC–CDNA Szófia | 6 : 1    | 30 000      |
| 1958. november 5.  | Népstadion, Budapest   | nyolcaddöntő (1. mérkőzés) | MTK–Young Boys       | 1 : 2    | 20 000      |
| 1958. november 26. | Wankdorf Stadion, Bern | nyolcaddöntő (2. mérkőzés) | Young Boys–MTK       | 4 : 1    | 28 000      |